# Dilophus nigriventris
Dilophus nigriventris är en tvåvingeart som beskrevs av Meijere 1913. Dilophus nigriventris ingår i släktet Dilophus och familjen hårmyggor. Inga underarter finns listade i Catalogue of Life.